# Delta (album nelansat)
Delta este un album nelansat al cântăreței Delta Goodrem. Materialul a fost înregistrat în perioada 1999 - 2000.

## Melodii
- "Do it All"
- "Do You Still Love Me"
- "Don't Turn the Music Down"
- "Emotions"
- "Heart of Gold"
- "Holding On"
- "Just Blame Me"
- "Promise"
- "Love"
- "Say"
- "Spirit"
- "Take it or Leave it"
- "The Flame"
- "Time Ticks"
- "What Kind of Girl"
- "Wildest Dreams"